# Slováci v Československu (1918–1938)
Slováci v Československu byli v letech 1918 až 1938 významnou složkou obyvatelstva státu. Přestože početně jich bylo mnohem méně než Němců, kteří obývali hlavně západní části státu, oficiálně s Čechy tvořili část tzv. československého národa, který v zemi dominoval. 

## Politika

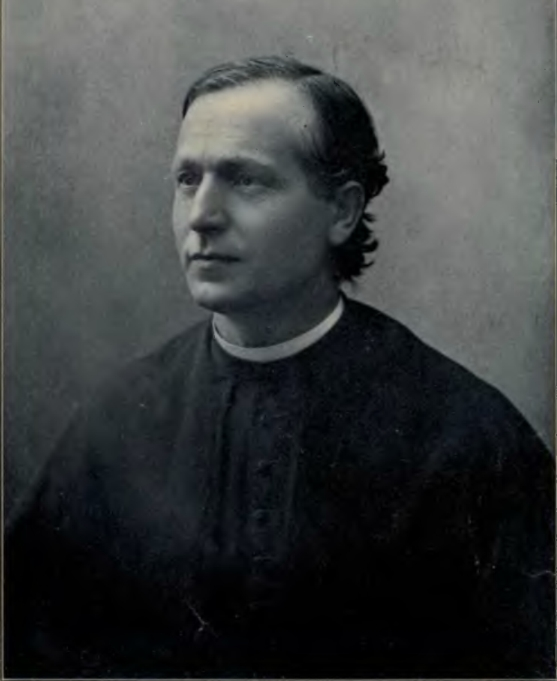
Andrej Hlinka, jeden z významných slovenských politických představitelů v meziválečné republice

I když Clevelandská dohoda vycházela z federativního svazku mezi Čechy a Slováky a pozdější Pittsburská dohoda garantovala Slovensku aspoň vlastní administrativu, sněm, soudy a slovenštinu jako úřední jazyk, po vzniku společného státu k naplnění těchto dohod nedošlo. Otázka autonomie se tak stala důležitým tématem v česko-slovenských vztazích. Přechodné Národní shromáždění s minimálním zastoupením Slováků odsouhlasilo dočasnou potřebu centralizované vlády, která měla zajistit stabilitu nově vzniklého státu. Nový prezident Tomáš Garrigue Masaryk dokonce platnost Pittsburské dohody zpochybnil a označil ji za falzum. Na slovenské straně byl podporován zejména skupinou hlasistů (např. Vavro Šrobár), kteří se nazývali podle časopisu Hlas, který vznikl pod Masarykovým vlivem. Ačkoliv nikdy neutvořili samostatnou politickou stranu, měli dominantní vliv na slovenskou politiku v prvních letech Československé republiky. Podpora hlasistů centrální vládě v Praze byla ostře napadána Slovenskou lidovou stranou, kterou vedl katolický kněz Andrej Hlinka. Obhajoval myšlenku autonomie Slováků jak v Národním shromáždění, tak na Pařížské mírové konferenci a tato touha po autonomii zůstala jeho hlavním politickým programem až do jeho smrti v srpnu 1938.
Nová Československá republika (tzv. První republika) s početně dominujícím českým úřednictvem neodpovídala touze značné části Slováků po alespoň částečné formě autonomie. Vznik první Slovenské republiky v roce 1939 byl naplněním tužeb těch Slováků, kteří s československou republikou ostře nesouhlasili a považovali ji za stejné, či ještě větší zlo, než období Uherského státu. Napadali proto mnohé praktiky, ke kterým tehdy docházelo, jakými bylo například rozšíření používání češtiny, neboť vzhledem k blízkosti češtiny a slovenštiny a jejich vzájemné srozumitelnosti nebyla potřeba, aby se český personál učil slovensky, uznána za podstatnou.
Slovenská lidová strana byla katolicky orientovaná a nacházela hlavní podporu mezi slovenskými katolíky, z nichž většina měla námitky vůči více sekulárně zaměřené nové republice, která navíc inklinovala spíše k husitům a protestantům. Takové hlasy se ale ozývaly i z české části státu, byť nebyly tolik silné. Náboženské rozdíly ještě zvětšovaly problémy na politické úrovni. Slovenská lidová strana přesto získala v roce 1925, kdy byla na vrcholu popularity, pouze 32 % hlasů Slováků, přestože se na Slovensku ke katolické víře hlásilo kolem 80 % obyvatelstva. V roce 1927 ústupek pražské vlády poskytl Slovensku statut samostatné správní provincie[zdroj?] a Slovenská lidová strana vstoupila do centrální pražské vlády. Monsignor Jozef Tiso a Marek Gažík byli jmenováni ministry.
Ačkoliv cílem Andreje Hlinky byla slovenská autonomie v rámci demokratického Československa, v jeho straně se objevilo i radikálnější, nepokrytě separatistické křídlo, které vedl Vojtech (Béla) Tuka. Tuka byl autorem návrhu československé ústavy (1921), která měla řešit nedostatečné dodržování dohod vedoucích k vzniku státu. Návrh na rozdíl od oficiální ideologie deklaroval existenci dvou nezávislých národů Čechů a Slováků a navrhoval republiku složenou ze dvou národních svazových států se společným prezidentem se sídlem v Praze (tzv. Česko-Slovenská Sväzová Republika). Slovenská lidová strana návrh oficiálně přeložila 22. ledna 1922. Parlament se návrhem nezaobíral, protože byl zamítnut Ústavnoprávním výborem bez připuštění do diskuse a bez zdůvodnění příčiny zamítnutí. V roce 1929 byl zatčen a postaven před soud, proti čemuž na protest vystoupila Slovenská lidová strana z pražské centrální vlády. Další část Hlinkovy strany se navzdory požadavku autonomie orientovala na Prahu, tuto frakci reprezentovali zejména kanovník senátor Buday a generální tajemník strany a pozdější předseda slovenského sněmu Martin Sokol. Tato strana přesto zaznamenala v roce 1935, kvůli své nejednoznačné politice, pokles voličských hlasů, když Autonomistický blok, kterého byla součástí, získal pouze 30,12 % a následně odmítla vstup do vlády. V roce 1936 kritizovali mladší členové strany pro-sovětskou zahraniční politiku republiky a místo toho upřednostňovali prohloubení vztahů s nejbližšími sousedy, především Polskem a Rakouskem. V září 1938 začal na představitele Slovenské lidové strany tlačit Hitler, žádal aby stupňovali požadavky vůči pražské vládě a požadovali absolutní autonomii Slovenska. O pár měsíců později byl vývoj završen zánikem tehdejšího Česko-Slovenska a vznikem prvního slovenského státu.

## Podíl Slováků na řízení státu
Politické zastoupení Slováků a jejich podíl na řízení státu byl nepřiměřený jejich podílu na populaci. 11. listopadu 1918 se v Praze sešel český Národní výbor československý (jednalo se o orgán české politické reprezentace) a vydáním dočasné ústavy se přejmenoval na Národní shromáždění. Do řad 256členného shromáždění přijali pouze 14 zástupců Slovenska. Po prvním zasedání 14. listopadu 1918 dosáhl počet „slovenských zástupců“ 41, avšak Slovensko měla zastupovat celá řada neslovenských osobností (Edvard Beneš, Alice Masaryková, Jaroslav Vlček a další). Prakticky byl tedy počet slovenských poslanců pouze 31 (12,1 %). Shromáždění také jmenovalo novou vládu a rozpustilo dočasnou slovenskou vládu. V nové vládě byli Slováci zastoupeni jenom čechoslovakistou Vavrem Šrobárem (zdravotnictví) a Milanem Rastislavem Štefánikem (válka). Novelou č. 138/1919 Sb. (11. 3. 1919) se zvýšil počet slovenských poslanců o 14 a celkový počet křesel na 270.
Marginální byl také podíl Slováků na řízení armády a to i po dvaceti letech existence státu. Z téměř třináctitisícového důstojnického sboru armády bylo jen 435 vojáků slovenské národnosti. Mezi 139 generály byl jenom jeden Slovák, z 343 důstojníků generálního štábu bylo jen 11 Slováků, z toho ani jeden plukovník (ze 78), jenom tři podplukovníci (ze 125) a jeden major (ze 79). Z celkového počtu 5 439 vyšších důstojníků bylo jen 67 Slováků.
Nedostatek kvalifikovaných Slováků vedl na Slovensku k příchodu Čechů, kteří obsadili po Maďarech uvolněná místa ve státní správě, školství a soudnictví, přičemž jejich počínání na Slovensku bylo často předmětem kritiky. Na koloniální způsoby české vlády a chování českých představitelů na Slovensku si Andrej Hlinka stěžoval ve svém otevřeném dopisu ministerskému předsedovi Vlastimilovi Tusarovi. 
| „                                                                        | Takýmto spôsobom môže sa spravovať Kongo, Aljaška alebo India, ale slobodné Slovensko nikdy. (...) Nakoľko však márne klopeme, voláme a žiadame, sme nútení obrátiť sa na Paríž, aby tam boli pripustení a vypočutí neúradní Slováci, a aby sa takto prezidentom republiky písomne zabezpečená autonómia Slovenska čím skôr uviedla do života, aby Slováci na základe Wilsonových zásad mohli slobodne, a nie nútene rozhodovať o svojom osude. | “ |
| — Andrej Hlinka, Otevřený dopis ministerskému předsedovi, 22. srpen 1919 | |   |

26. srpna 1919 na protest proti počínání Čechů odstoupil z funkce prvního slovenského bratislavského župana Samuel Zoch, autor původního návrhu a signatář Martinské deklarace, kterou se Slováci přihlásili k novému státu. Své důvody publikoval prostřednictvím časopisu Slovenský denník, kde apeloval na českou veřejnost a upozorňoval na důsledky ve formě rostoucí nedůvěry a nenávisti vůči nim. Počínání Čechů kritizoval také čechoslovakisticky orientovaný slovenský ministr Vavro Šrobár, který přímo označil úřednické síly posílané na Slovensko za méněcenné a upozorňoval, že mnozí se dopouštějí přestupků, přicházejí na Slovensko jako na okupační území a myslí si, že mohou kořistit. Igor Štefánik (bratr Milana Rastislava Štefánika) ve své správě pro americké Slováky (1922) uvedl, že absolutismus československé vlády na Slovensku  sleduje zcela jasný záměr počeštění Slováků a dělá se to, co za Maďarska, jenom méně šikovně a často i brutálněji. V rozporu s oficiální teorií o nevyhnutelné potřebě českých úředníků a jiných státních zaměstnanců byli tito po osamostatnění Slovenska bez větších obtíží nahrazeni Slováky, i když do roku 1930 stoupl jejich počet (včetně rodinných příslušníků) na 120 926.

## Jazyk a kultura
Po vzniku Československa byla obnovena činnost slovenského školství a Matice slovenské. To mělo pozitivní vliv na používání slovenského jazyka a rozvoj kultury, i když národní a kulturní práva Slováků byly nadále omezovány popíráním jejich samostatné národní existence a existence slovenštiny jako nezávislého jazyka. Původní zákon z 10. ledna 1918 zaručoval, že na Slovensku se úřaduje ve slovenštině, podle ústavy z roku 1920 byl úředním jazykem pouze neexistující „československý jazyk“. 
27. července 1919 schválilo Národní shromáždění zákon o zřízení Československé státní univerzity v Bratislavě, která později dostala název Univerzita Komenského. Univerzita si však uchovávala český charakter (také diplomy vydávala jenom v češtině), což vzbuzovalo na Slovensku nesouhlas odborných kruhů.
V roce 1920 bylo založeno Slovenské národní divadlo, čím došlo k profesionalizaci divadelního umění (slovenské divadlo se hrálo od 1831 a sehrálo významnou roli v národním obrození). Založením divadla byl pověřen ředitel Východočeské divadelní pobočky Bedřich Jeřábek.                                             
V roce 1931 byla vytvořena nová Pravidla slovenského pravopisu. Hlavním sestavovatelem byl český jazykovědec prof. Václav Vážný, který byl dosazen jako předseda Jazykovědného odboru Matice slovenské. Pravidla byla sestavena v duchu oficiální ideologie o neexistenci samostatného slovenského jazyka a uměle ho přibližovala k češtině. Vyvolala tím masivní negativní reakce slovenských jazykovědců i kulturní veřejnosti. Na valném shromáždění Matice slovenské v roce 1932 pak nebylo zvoleno vícero českých a čechoslovakistických členů výboru a byli nahrazeni slovenskými odborníky. V. Vážný spolu s většinou tehdejších členů Jazykovědného odboru z Matice vystoupil.
Na poli historicko-odborném probíhal spor o původ slovenského národa. Podle názorového proudu reprezentovaného Václavem Chaloupeckým bylo až do 13. století osídleno hustěji pouze jihozápadní Slovensko. Střední Slovensko bylo podle jeho teorie neosídlené a východní Slováky považoval za potomky Bulharů. S touto teorií nesouhlasili slovenští historici pod vedením Daniela Rapanta, který poukazoval na časovou a územní kontinuitu osídlení. Názory Chaloupeckého byly archeologickými nálezy zcela vyvráceny. D. Rapant dále v polemice s V. Chaloupeckým a A. Pražákem zastával názor o samostatnosti slovenských a českých dějin do roku 1918 (po obnovení Československa mu bylo zakázáno z politických důvodu přednášet).
Necitlivý přístup a nerespektování slovenské historie ze strany pražské vlády se projevily například počeštěním jmen slovenských vojáků na památníku vzpoury 71. pěšího pluku v srbském Kragujevaci (Juraj → Jiří, Križan → Křižan, atd.). Text pomníku byl opraven až v roce 2002.
V roce 1933 převzala pražská vláda kontrolu nad původně církevními oslavami při příležitosti 1100 výročí vysvěcení prvního kostela v Nitře (Pribinove slávnosti). Z oficiálního programu vyloučila účast slovenských autonomistů. Stotisícový dav odmítl vystoupení řečníků určených vládou a na tribunu vynesl právě představitele autonomistů Hlinku a Rázuse. Ve svém projevu Hlinka zdůraznil samostatnost a starobylost slovenského národa. Organizátoři a účastníci manifestace byli pronásledováni policií, vězněni a zbavováni zaměstnání. Informace o událostech byly cenzurovány, avšak díky přítomnosti zahraničních novinářů měly ohlas v mezinárodním tisku.
Boj o svébytnost slovenského jazyka a národa pokračoval až do vzniku samostatné Slovenské republiky 1939.
| „                                           | Nikto na svete, okrem samotných Slovákov nemá právo rozhodovať o otázke, či Slováci sú osobitným národom. Toto právo nepatrí Čechom, ani vláde, a tým menej tým synom slovenských materí, ktorí sa zriekli svojho národa. | “ |
| — Andrej Hlinka, 13. duben 1938, Ružomberok | |   |

## Hospodářství
Po ekonomické stránce České země a Slovensko zdědily rozdíly mezi rakouskou a uherskou částí monarchie. I když Uhersko po rakousko-uherském vyrovnání přijalo celou řadu opatření na podporu rozvoje průmyslu a vykazovalo vysokou dynamiku růstu a Slovensko ještě v roce 1900 patřilo v Uhersku mezi jeho části s nejvyšším podílem populace pracující v báňském, metalurgickém, těžkém průmyslu, obchodu a dopravě, z pohledu Československa šlo o méně rozvinutou část.
Vznikem Československa došlo na Slovensku k narušení vazeb vzniklých v průběhu industrializace. Tento fakt, společně se ztrátou uherské ochranářské politiky, státních zakázek, nevýhodnými dopravními tarify, které bránily exportu do Čech, a také se všeobecně nižší konkurenceschopností podniků vedl na Slovensku k hlubokému hospodářskému propadu a Slovensko ztrácelo industriální charakter. Mnohem znatelněji se tam projevila i hospodářská krize v roce 1929. To vedlo k stávkám a sociálním bouřím, ve kterých opakovaně docházelo k střelbě četnictva do dělníků. 
Jan Antonín Baťa ve své knize Budujme stát pro 40 000 000 lidí uvedl, že přestože mnohé části ČSR žijí na úrovni roku 1938, jiné se nacházejí v roce 1838 a někdy i 1638. Neúspěch Slovenska a jeho relativní chudobu přiřadil neexistujícím ekonomickým vazbám mezi východem a západem republiky a tudíž nemožnosti investovat v oblastech Slovenska (a také Podkarpatské Rusi).